# Susanne Neuffer
Susanne Neuffer (* 19. Mai 1951 in Nürnberg) ist eine deutsche Schriftstellerin. 

## Leben
Susanne Neuffer ist in Fürth aufgewachsen. Sie studierte Germanistik, Romanistik, Theaterwissenschaften und Empirische Kulturwissenschaften in Erlangen und Tübingen und arbeitete an Schulen in Baden-Württemberg, Nordrhein-Westfalen und Hamburg. Seit 1999 veröffentlicht sie Lyrik sowie Erzählungen und einen Roman. Sie ist Mitglied bei writers’ room e.V., Hamburg.

## Werke

### Romane und Erzählungen
- Im Schuppen ein Mann, Erzählungen, MaroVerlag 2019
- In diesem Jahr der letzte Gast, Erzählungen, mit Illustrationen von Yvonne Kuschel, MaroVerlag 2016
- Schnee von Teheran oder vom Verlassen des Geländes, Roman, MaroVerlag 2014
- Frau Welt setzt einen Hut auf und andere Erzählungen, MaroVerlag 2006
- Männer in Sils Maria, Gedichte, MaroVerlag 1999

### Veröffentlichungen in Anthologien
- Funkhaus Anthologie, Wien 2018
- Frühling für Fortgeschrittene, Reclam Stuttgart 2017
- Dachkammerflimmern / Literatur aus der Dosenfabrik, Dölling und Galitz Verlag München und Hamburg 2015
- ZIEGEL Hamburger Jahrbuch für Literatur, Dölling und Galitz Verlag München und Hamburg 1996, 1998, 2000 und 2014, 2017
- Gedichte für Frauen, dtv München 2013
- Gedichte für Männer, dtv München 2013
- Jahrbuch der Lyrik 2018, Schöffling & Co. Frankfurt am Main 2018[3]
- Jahrbuch der Lyrik 2007, S. Fischer Verlag Frankfurt am Main 2007
- Jahrbuch der Lyrik 2002 und 2005, C. H. Beck München 2001 und 2004

### Veröffentlichungen in Zeitschriften
- Merkur, Nr. 832, September 2018[4]
- Hammer & Veilchen, Frühjahr 2018
- Stadtgelichter, in den folgenden Ausgaben: Nr. 3 (Frühjahr 2017), Nr. 4 (Herbst 2017)
- erostepost, in den folgenden Ausgaben: Nr. 49/2014, Nr. 51/2015 und Nr. 53/2016, Nr. 54/2017
- entwürfe nr. 74 zeitschrift für literatur, Zürich 2013
- ndl neue deutsche literatur 540. Heft, Aufbau Verlag Berlin 2001
- manuskripte 131 und 137, Forum Stadtpark Graz 1996 und 1997

## Ehrungen
- 2017 erostepost-Literaturpreis
- 2016 Hamburger Residenzstipendium im Brechthaus Svendborg (DK)
- 2014 Hamburger Förderpreis für Literatur und literarische Übersetzungen (Erzählungen)[5]
- 2011 MDR-Literaturpreis, 2. Preis für „Minna von Barnhelm war blau“
- 2007 Walter-Serner-Preis (Literaturhaus Berlin/rbb) für „Sie hören im Anschluss die Nationalhymne“
- 1999 2. Preis beim Bettina-von-Arnim-Preis der Zeitschrift „BRIGITTE“ für „Das Eichendorff-Programm“
- 1996 Hamburger Förderpreis für Literatur und literarische Übersetzungen (Lyrik)